# Черкащаны

Черкащаны (укр. Черкащани) — село,
Черкащанский сельский совет,
Миргородский район,
Полтавская область,
Украина.
Код КОАТУУ — 5323288901. Население по переписи 2001 года составляло 524 человека.
Село Черкащаны образованаслиянием между 1917 и 1935 годами хуторов: Черкащенков (Черкашенки), Григоренков и Беланы
Село указано на специальной карте Западной части России Шуберта 1826-1840 годов как хутор Черкаша
Является административным центром Черкащанского сельского совета, в который, кроме того, входят сёла
Безводовка,
Запорожцы,
Кирсовка,
Мокриевка,
Передериевка,
Петровка,
Писаревка,
Прядки и
Фугли.

## Географическое положение
Село Черкащаны находится на одном из истоков реки Озница,
на расстоянии в 1 км от сёл Безводовка и Писаревка.

## Экономика
- «Черкащанское», арендное ЧП.

## Объекты социальной сферы
- Школа.